# Defence Research Agency
A Defence Research Agency (normalmente conhecido como DRA), era um órgão executivo do Ministério da Defesa do Reino Unido (MOD) entre abril de 1991 até abril de 1995. Na época, o DRA foi a maior organização de ciência e tecnologia da Grã-Bretanha. Em abril de 1995, a DRA juntamente com outros cinco estabelecimentos do MOD foram unidos para formar a Defence Evaluation and Research Agency (DERA).